# Droga wojewódzka 245
Die Droga wojewódzka 245 (DW 245) ist eine neun Kilometer lange Droga wojewódzka (Woiwodschaftsstraße) in der polnischen Woiwodschaft Kujawien-Pommern, die Gruczno mit Chełmno verbindet und im Powiat Świecki liegt. An der Weichsel ist die Straße unterbrochen, dort befand sich von 1945 bis 1963 eine Holzbrücke, die von Pionieren der Roten Armee gebaut worden war. Nach dem Bau einer Stahlbrücke der Droga krajowa 91 wurde die Holzbrücke abgerissen und der Wiederaufbau ist nicht geplant.

## Streckenverlauf
Woiwodschaft Kujawien-Pommern, Powiat Świecki
-  Gruczno (DK 5)
- Kosowo
- Niedźwiedź (Niedwitz)
- 11,3 km  Głogówko Królewskie (Königlich Glukowko) (DK 91)
-  Straßenunterbrechung (Weichsel)
-  Chełmno (Culm/Kulm) (DK 91, DW 550)